# Волшебное кольцо (мультфильм)
«Волшебное кольцо» — советский рисованный мультфильм, созданный в 1979 году режиссёром-мультипликатором Леонидом Носыревым. Позднее он вошёл в мультипликационный альманах «Смех и горе у Бела моря» вместе с рядом других фильмов Носырева по поморским сказкам и легендам.
Мультфильм создан по одноимённой народной сказке, записанной Ольгой Озаровской в 1920 году и изданной спустя 11 лет в сборнике северного фольклора «Пятиречие», и как по переложению этой сказки Андреем Платоновым «Волшебное кольцо», так и по переложению этой сказки Борисом Шергиным «Ванька Доброй», вошедшему в его альманах «Архангельские новеллы», изданный в 1936 году. Многие фразы из этого мультфильма были разобраны на цитаты.
Текст от автора читает Евгений Леонов.

## Сюжет
Иван — простой деревенский паренёк, у которого совсем нет денег. Живёт он со своей старой матерью. Ваня ходит на базар продавать и свою последнюю шапку, и последнюю рубаху, и пиджак с карманами, но меняет одежду на животных — кошку Машу, собаку Жужу и змею Скарапею, которых пожалел, когда их мучил базарный мужичок. Чуть позже Ваня узнал, что доведённая до слёз змея, которую Ванина мама невзлюбила, не простая, а волшебная: оказалось, что она — дочь змеиного царя. За то, что Ваня её спас, она подарила ему волшебное кольцо, к которому привязаны три человечка-опёнка, способные исполнить любое желание. Змея попросила человечков служить теперь Ивану, после чего — сфотографировать её с Иваном, Машей и Жужей на память и отнести обратно к змеиному царю (позднее Иван вешает фотографию над своей кроватью).
Сперва Ваня заказал сахару, муки, масла и рыбки на пирожки, потом новую одежду себе и матери (вероятно, остаток муки был продан в обмен на новую одежду), а затем решил не мелочиться и послал свою мать сватать за себя царскую дочь Ульянку. Та во время семейного чаепития получила от царя и его жены Маремьяны задание: к утру поставить «от ихнего крыльца до царского дворца» мост «анженерной работы из хрусталя», на что Ваня предъявил ещё и хоромы, и «даже машину с каросиновым двигателем» (которая на ходу постоянно подпрыгивала и вибрировала, принося пассажирам неудобства). Но коварная Ульянка, которая была влюблена в богатого француза, в день свадьбы хитростью завладела кольцом и перенеслась с хоромами и мостом «среди городу Парижу», где живёт её ухажёр.
Лишившись всех богатств, Ваня, его мама, собака Жужа и кошка Маша заплакали. На следующий день царь, желая пройтись с семьёй на речку, видит, что «его» моста как не бывало, и разгневался. Ваню же бросили в тюрьму якобы за кражу того самого моста.
Тогда Жужа и Маша, дабы вызволить Ивана из тюрьмы, отправляются в Париж, где Маша добывает кольцо удочкой, после чего парочка возвращается с ним на машине к хозяину. Иван возвращает себе мост и свои хоромы, а Ульянку отправляет назад к царю, после чего освобождается из тюрьмы и едет домой с собакой и кошкой на своей же машине. Ульянка хочет вернуться назад к Ивану, но получает отказ. Царь через граммофон предлагает Ивану жениться на другой царевне (возможно, незамужней) и добавить денег, но Иван лишь вежливо от этого отказывается. Затем он женится на хорошей крестьянской девушке, с которой они живут счастливо и иногда впятером катаются на лодке, названной в честь змеи Скарапеи.

## Создатели
- Авторы сценария — Юрий Коваль, Леонид Носырев
- Режиссёр — Леонид Носырев
- Художник-постановщик — Вера Кудрявцева
- Композитор — Евгений Ботяров
- Оператор — Борис Котов
- Звукооператор — Борис Фильчиков
- Монтажёр — Ольга Василенко
- Ассистенты:
  - режиссёра — Ольга Исакова
  - художника — Елена Караваева, Валентина Гилярова
  - оператора — Майя Попова
- Художники-мультипликаторы:
  - Марина Восканьянц
  - Анатолий Абаренов
  - Рената Миренкова
  - Виктор Лихачёв
  - Олег Комаров
  - Лев Рябинин
  - Юрий Кузюрин
  - Марина Рогова
- Художники: Владимир Захаров, Светлана Давыдова, Ирина Троянова, Ирина Светлица
- Редактор — Наталья Абрамова
- Директор картины — Любовь Бутырина
- Роли озвучивали:
  - Евгений Леонов — рассказчик
  - Юрий Волынцев — Иван
  - Мария Виноградова — мать Ивана / кошка Маша
  - Клара Румянова — собака Жужа (нет в титрах)
  - Анна Каменкова — змея Скарапея (нет в титрах)
  - Борис Новиков — мужичок (нет в титрах)
  - Анатолий Баранцев — царь / человечки-опята, привязанные к кольцу
  - Кира Смирнова — царица Маремьяна
  - Татьяна Васильева — царевна Ульянка

## Цензура
Первый вариант сценария не был принят в Госкино, причём причины отказа формулировались так:

В основе сценария — сказка, сюжет которой неоднократно использовался в различных кинопроизведениях. Кроме того, совершенно неясен адрес сценария: сюжет и персонажи сказки рассчитаны вроде бы на детского зрителя, однако очень специфичный язык, перенасыщенный поморским диалектом, не всегда будет понятен даже взрослому.
Во втором варианте, «переработанном в соответствиями с рекомендациями Госкино», характерные особенности шергинского языка были сняты, и в таком виде сценарий был принят Комитетом. Однако впоследствии, уже при записи реплик, Носырев восстановил лексику первоисточника и сдал готовый фильм без исправлений.

## Награды на фестивалях
- 1979 — м/ф «Волшебное кольцо» — серебряная медаль «За лучшую сказку» на МКФ в Оденсе, 1980[6] ;
- 1980 — ΧΙΙΙ Всесоюзный кинофестиваль в Душанбе — 2-я премия актёру Евгению Леонову за создание образа сказителя в м/ф «Волшебное кольцо»[7].